# 미소리역
미소리역(이탈리아어: Missori)은 밀라노 지하철 3호선의 역이다. 3호선의 첫 번째 구간인 두오모 - 첸트랄레 구간이 개통된 날인 1990년 5월 3일에 문을 열었다.
주세페 미소리 광장에 위치해 있는데, 밀라노 중심부에서 벨라스카 타워 근처, 두오모에서 남쪽까지 이어지는 주세페 마치니 거리의 끝에 있다. 크로체타 역과 함께 밀라노 대학교로 가는데 이용된다.
부근의 다른 역처럼 이 역도 두 개의 중첩된 선로가 있는 지하 역이다.

## 환승
역 근처에 ATM이 운영하는 트램 정거장과 버스 정류장이 있다.
- 트램 정거장 (Missori M3, 12, 15, 16, 19, 24번)
- 버스 정류장

## 시설
이 역에는 다음과 같은 시설이 있다.
- 장애인 승객을 위한 승차 시설
- 엘레베이터
- 에스컬레이터
- 승차권 자동 판매기
- 역 감시카메라